# Peter Sagan
Peter Sagan (Žilina, 26 de janeiro de 1990) é um ciclista profissional eslovaco da equipe Bora-hansgrohe. Ciclista com grande técnica, é também um sprinter que disputa chegada com vários outros grandes sprinters como Mark Cavendish,  André Greipel e Marcel Kittel.